# Banji long
Il banji (Banji long) è un dinosauro onnivoro appartenente agli oviraptorosauri. Visse alla fine del Cretaceo superiore (Maastrichtiano, circa 65 milioni di anni fa) e i suoi resti fossili sono stati ritrovati in Cina. Sembra che fosse uno degli ultimi dinosauri vissuti.

## Descrizione
Questo dinosauro è noto per un esemplare che consta di un cranio alto e crestato, come quello di molti altri oviraptoridi. I lati della cresta, però, possiedono una caratteristica unica: era infatti presente una serie di striature verticali. La mandibola, inoltre, benché profonda e corta come quella dei suoi parenti stretti, possedeva un solco alla sommità. Inoltre, Banji differiva da Oviraptor e Citipati nell'apertura nasale, insolitamente lunga, che seguiva la curvatura della cresta vicino all'orbita. La finestra infratemporale, infine era grande quanto l'orbita. L'esemplare noto era un giovane, quindi non è possibile conoscere l'esatta morfologia della cresta nella forma adulta.

## Classificazione
Banji, descritto per la prima volta nel 2010, è un rappresentante degli oviraptorosauri, un bizzarro gruppo di dinosauri teropodi dall'aspetto insolito, i cui resti fossili sono stati ritrovati principalmente in Asia. Il cranio assomiglia molto a quello dei rappresentanti della famiglia degli oviraptoridi, dotati di alte creste e di un becco corto e privo di denti. L'esemplare è stato donato al Chinese Institute of Vertebrate Paleontology and Paleoanthropology da un collezionista privato, che ha scoperto il fossile nei pressi della città di Ganzhou. Un esame delle rocce in cui è stato trovato il cranio mostra che proviene probabilmente dalla formazione Nanxiong, che daterebbe al limite Cretaceo /Terziario, circa 65 milioni di anni fa.

## Significato del nome
Il nome generico Banji deriva da una parola cinese che significa "striato", mentre l'epiteto specifico, long, significa "drago"; quindi, il nome starebbe a intendere "drago con la cresta striata", con riferimento alla struttura insolita del cranio.

## Cultura di massa
Nel romanzo Supersaurus:I Raptor del Paradiso le due specie di Oviraptor sono il Cassabanji e il Banjikhaan.
Il nome delle due specie è composto dal nome Banji; inoltre il nome Banjikhaan è l'unico nome di un dinosauro del romanzo composto da nomi di veri dinosauri , cioè l'unione tra Banji e Khaan.